# Dichorisandra thyrsiflora
Dichorisandra thyrsiflora är en himmelsblomsväxtart som beskrevs av Johann Christian Mikan. Dichorisandra thyrsiflora ingår i släktet Dichorisandra och familjen himmelsblomsväxter. Inga underarter finns listade.

## Bildgalleri

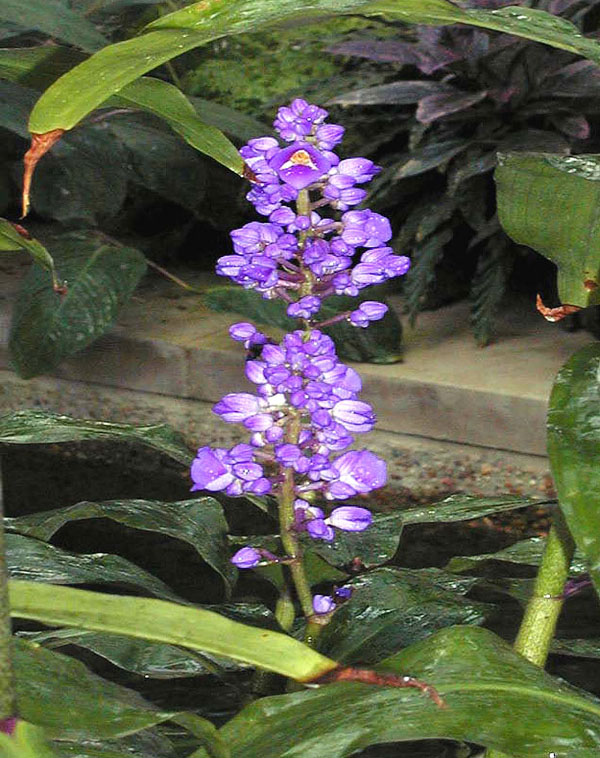
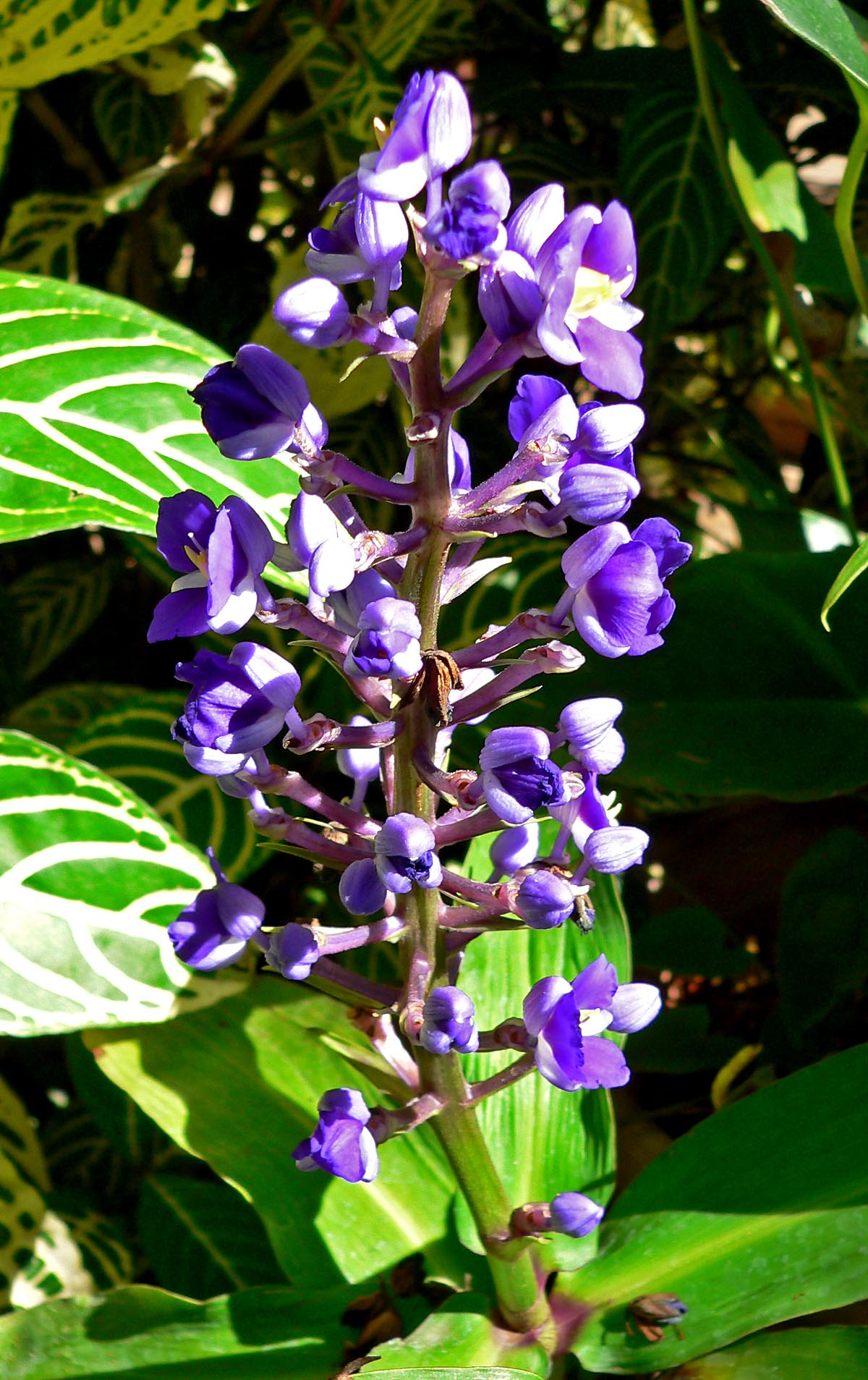
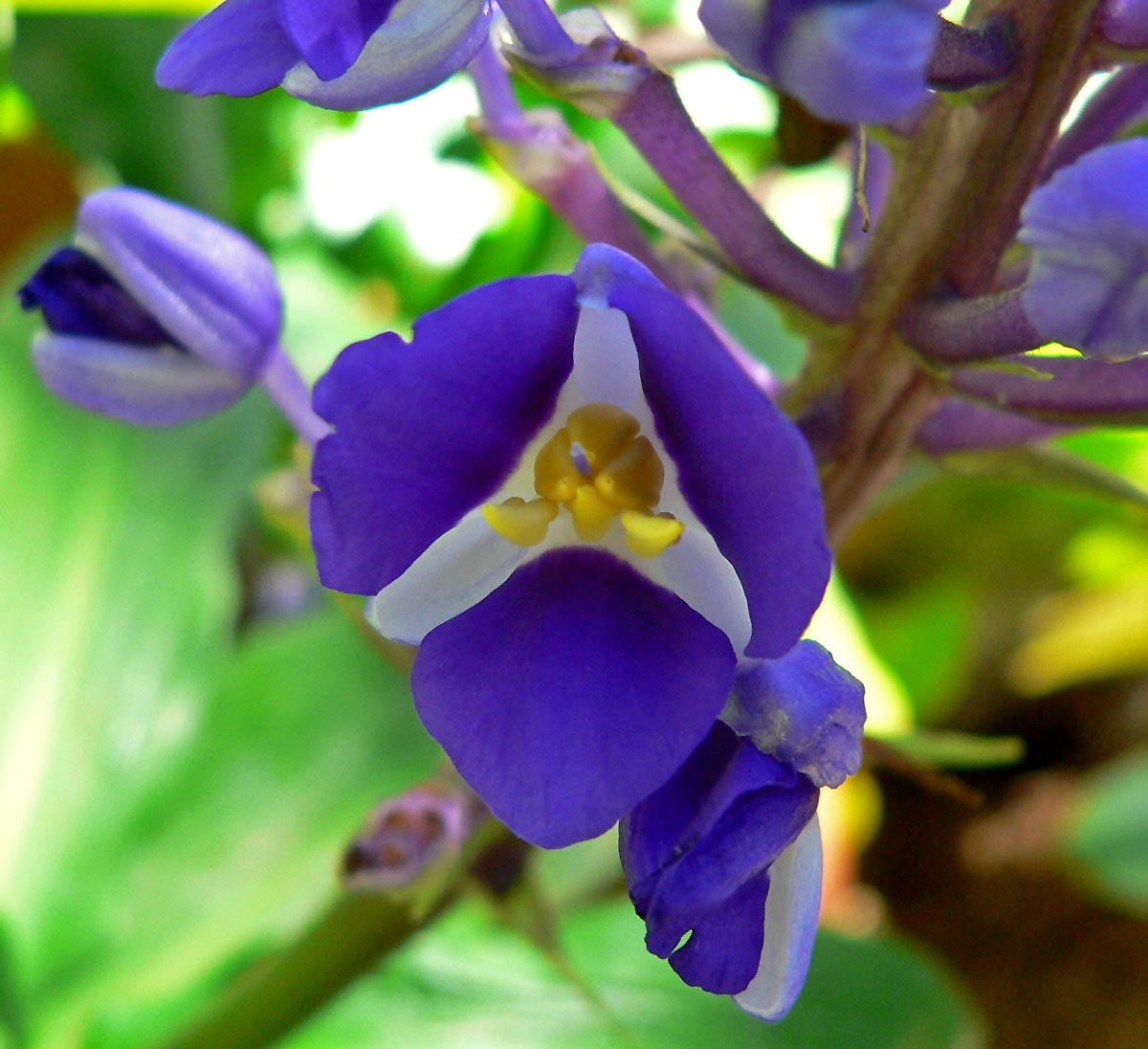
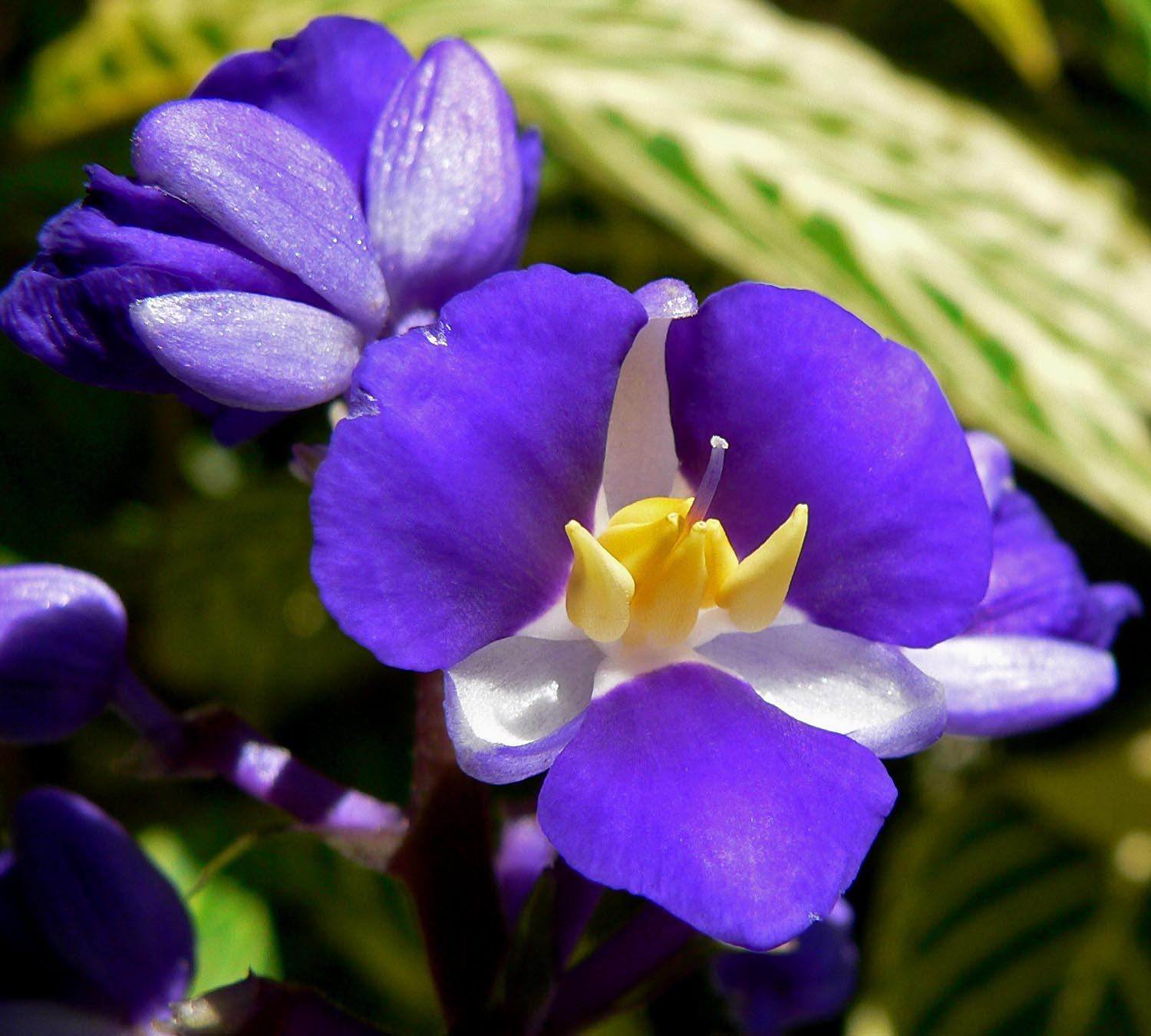